# 加泰罗尼亚音乐宫
41°23′15″N 2°10′30″E / 41.38750°N 2.17500°E
加泰罗尼亚音乐宫（Palau de la Música Catalania）是加泰罗尼亚巴塞罗那的一座音乐厅，兴建于1905年到1908年，现代主义风格，设计者是建筑师路易·多梅内克·蒙塔内尔。业主是1891年创办的加泰罗尼亚合唱团（Orfeó Català），加泰罗尼亚文化运动的领导力量，被称为加泰罗尼亚重生（Renaixença）。1908年2月9日开幕。
1997年，加泰罗尼亚音乐宫和圣十字和圣保罗医院一起被联合国教科文组织宣布为世界遗产。今天，每年有超过50万人出席在加泰罗尼亚音乐宫的各种音乐表演，从交响乐、室内乐到爵士乐和坎索（加泰罗尼亚语歌曲）。 
加泰罗尼亚音乐宫坐落在狭窄的街道，立面装饰丰富，而且结合了多种元素，包括传统的加泰罗尼亚元素和阿拉伯元素。

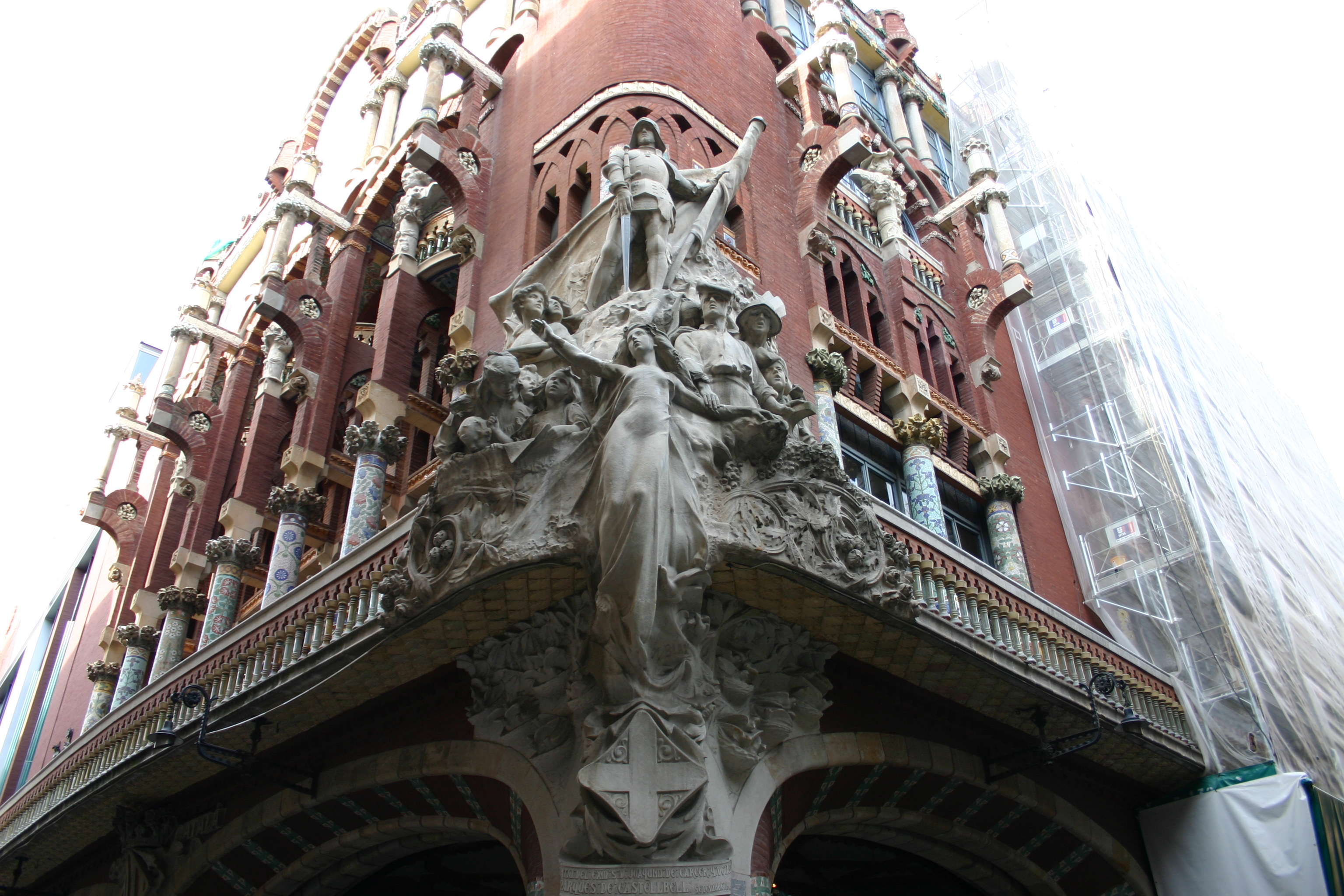
转角处的雕塑